# Християнська Футбольна Ліга
Християнська Футбольна Ліга — любительські футбольні змагання в Україні, засновані в Києві у 2000 році. Також ХФЛ заснована в Кіровограді в 2008 році, Донецьку в 2009, Івано-Франківську в 2011, Ужгороді в 2012, Запоріжжі, Вінниці, Житомирі. У Києві Християнська Футбольна Ліга (ХФЛ) поділяється на Вищу лігу (14 команд), а також другу (14 команд), третю (10 команд, 2016), четверту (12 команд, 2016), п'яту (6 команд, 2016) і шосту (8 команд, 2016) ліги. У зимовий час проводиться Кубок ХФЛ. Організатор ХФЛ — Артем Кондрашов. ФК Динамо (Київ) уже багато років підтримує ХФЛ. У церемоніях нагородження постійно беруть участь легенди Динамо Мунтян Володимир Федорович, Решко Стефан Михайлович та журналіст Артем Франков. У 2015 році захід відвідав Жуніор Мораес, у 2014 — Ігор Суркіс.

## Регламент

### Цілі
Згідно з регламентом, цілями ХФЛ є: а) ознайомлення сучасної молоді з життям і вченням Ісуса Христа; б) показати актуальність християнських принципів етики й моралі в сучасному суспільстві; в) надати сучасним молодим людям можливість для самореалізації; г) прищепити здоровий спосіб життя; ґ) допомогти молодим людям досягти певного успіху в спорті.

### Загальні положення
Виключне право на загальне керівництво, контроль і безпосередньо організацію та проведення змагань в ХФЛ належить Виконавчому комітету ХФЛ. Змагання з футболу в ХФЛ проводяться за системою «весна-осінь» в два кола за принципом «кожен з кожним»: на своєму полі й на полі суперника. У вищій та першій лігах беруть участь 14 команд, склад інших ліг визначає Виконком. Матч у вищій (та першій) лізі складається з двох таймів по 45 хвилин. Для проведення матчів використовується м'яч п'ятого, затвердженого ФІФА, розміру. Команда-господар поля зобов'язана забезпечити ігровий м'яч та футбольне поле з розміткою з трав'яним, ґрунтовим або штучним покриттям; максимальний розмір поля — 120 x 90 м, мінімальний — 90 x 45 м зі встановленими на ньому воротами (7,32 x 2,44 м) і сітками для них, у кожному кутку поля встановлюється флагшток. Кожна з команд повинна мати медичне забезпечення.

## Сезон 2021
| Місце | Команда              | Очки |
| ----- | -------------------- | ---- |
| 1     | Гашека               | 69   |
| 2     | Темп                 | 59   |
| 3     | Катран               | 58   |
| 4     | Фієста               | 56   |
| 5     | Сила Молодих Україна | 42   |
| 6     | Антихайп             | 40   |
| 7     | Аякс                 | 39   |
| 8     | Київ*                | 34   |
| 9     | КФКГ                 | 32   |
| 10    | Луксор*              | 26   |
| 11    | Юніон*               | 24   |

*Знявся з турніру

## Визнання
Колектив Християнської Футбольної Ліги нагороджений грамотою Федерації футболу м. Києва (2009), грамотою Київського міського голови (2009), грамотами Федерації футболу України (2010, 2012), нагородами НОКу за внесок в олімпійський рух.